# Karen Ter-Martirosian
Karen vetovich Ter-Martirosyan (Tbilisi, 28 de setembro de 1922 — 19 de novembro de 2005) foi um físico russo descendente de armenianos.
Conhecido por suas contribuições à mecânica quântica e teoria quântica de campos, autor de centenas de artigos científicos.
Graduado na Universidade Estatal de Tbilisi em 1943. Após dois anos como professor de física no Instituto Ferroviário de Tbilisi, doutorou-se no Instituto de Física Técnica de Leningrado em São Petersburgo, orientado por Yakov Frenkel. Após trabalhar em algumas divisões teórica no período 1949 - 1955, trabalhou no Institute de Física Teórica e Experimental em Moscou, onde criou a cadeira de Física de Partículas Elementares no Instituto de Física e Tecnologia e fundou o Laboratório de Física de Hádrions.
Foi aluno de Lev Landau e seu colega de pesquisas Isaak Pomeranchuk. Entre seus alunos estão Vladimir Gribov, Alexey Andreevich Anselm, Alexander Polyakov, Arkady Migdal, Alexander Zamolodchikov, Alexey Kaidalov.

## Publicações
- Theory of Gauge Interactions of Elementary Particles (1984). Book, with Misha Voloshin
- Theory of Coulomb exitation of nuclei (1952)
- Theory of three body systems (1956)
- Development of the Regge pole theory for high energy scattering and theory of Regge cuts, with V.N.Gribov and I.Ya.Pomeranchuk, 1964 - 1976
- QCD inspired model of quark-gluon strings, with A.B.Kaidalov